# Leslie Nichols
Leslie Nichols (* im dritten Quartal 1907 in Islington; † 20. Jahrhundert) war ein englischer Badmintonspieler. Ralph Nichols war sein Bruder.

## Karriere
Leslie Nichols stand auf sportlichem Gebiet immer im Schatten seines wesentlich erfolgreicheren Bruders Ralph Nichols. Leslie Nichols selbst kann an Erfolgen insbesondere drei Titelgewinne bei den prestigeträchtigen All England aufweisen. Diese holte er jeweils im Herrendoppel mit seinem Bruder. Sie gewannen dabei drei Championate in Folge von 1936 bis 1938.

## Sportliche Erfolge
| Platz | Disziplin   | Saison       | Platz | Veranstaltung                        |
| ----- | ----------- | ------------ | ----- | ------------------------------------ |
| 1936  | All England | Herrendoppel | 1     | Leslie Nichols / Ralph C. F. Nichols |
| 1937  | All England | Herrendoppel | 1     | Leslie Nichols / Ralph C. F. Nichols |
| 1938  | All England | Herrendoppel | 1     | Leslie Nichols / Ralph C. F. Nichols |